# Fathi Shaqaqi
Fathi Shiqaqi est un homme politique palestinien, né en 1951 et assassiné par Israël en 1995. Il fut le fondateur et le dirigeant du Jihad islamique palestinien jusqu'à sa mort.

## Biographie
Issu d’une famille de Ramlah réfugiée en 1948 à Gaza, il fait sa scolarité dans les écoles de l’UNRWA, avant d'étudier les mathématiques à l'université de Beir Zeit, en Cisjordanie, et à partir des années 1970,la médecine en Égypte. Il a été influencé par les Frères musulmans au cours de sa formation médicale en Égypte.
À la fin des années 1970, Shiqaqi rompt avec le mouvement islamique égyptien car pour lui la priorité doit être donnée à la résistance contre Israël. Fortement influencé par la révolution iranienne, Shiqaqi considérait la révolution islamique comme un modèle pour le monde arabe. Shiqaqi a également été le premier Arabe sunnite à écrire, en mars 1979, un livre défendant l’ayatollah Rouhollah Khomeini et la révolution iranienne : Khomeini. La solution islamique et l’alternative. L'ouvrage, qui déplait autant aux autorités égyptiennes qu’aux Frères Musulmans, est immédiatement interdit et son auteur est emprisonné pendant quatre mois.
Fathi Shiqaqi est expulsé d’Égypte en direction de la bande de Gaza en 1981 à la suite de l'assassinat d'Anouar el-Sadate. Cela le pousse à organiser, avec Abdelaziz Awda, les premières structures du Jihad islamique palestinien (JIP) à Gaza. Fathi Shiqaqi a été arrêté et condamné par Israël à un an de prison en 1983, et à trois ans de plus au début de l'année 1986 pour ses activités politiques.
Après le déclenchement de la première intifada en décembre 1987, en août 1988, Shiqaqi a été expulsé de Gaza vers le Liban où il réorganise le JIP et tisse des liens avec le Hezbollah.
En 1993, il s’oppose aux accords d'Oslo. Pour lutter contre ces accords, Fathi Shiqaqi joua un rôle majeur dans la création de l'Alliance nationale, en 1994, qui était une coalition de huit mouvements, dont le JIP et le Hamas, qui rejetaient les Accords d'Oslo. Shiqaqi défendait l’union nationale de toutes les fractions opposées à un accord avec Israël.
Il est assassiné de cinq balles dans la tête par des agents israéliens à Malte en octobre 1995 au retour d'un voyage en Libye où il avait rencontré Mouammar Kadhafi.